# شراب القيقب
شراب القيقب أو شراب الاسفندان هو شراب يصنع عادة من نسغ الأوعية الخشبية لأشجار القيقب السكري، القيقب الأحمر، والقيقب الأسود، مع إمكانية صنعه من أنواع قيقب أخرى أيضاً كالقيقب ضخم الأوراق. في المناخ البارد، تخزن هذه الأشجار النشا في جذوعها وجذورها قبل الشتاء. يتحول النشا بعد ذلك إلى سكر يرتفع في النسغ في الربيع. يمكن الاستفادة من أشجار القيقب بثقب فتحات في جذوعها وجمع النسغ الناضح. تتم معالجة النسغ بالتسخين ليتبخر الكثير من الماء، منتجاً شراباً مركزاً.
تنمو أنواع القيقب في بعض مناطق الوطن العربي ذات المناخ المعتدل وأوروبا وأمريكا الشمالية وآسيا. تتميز هذه الشجرة بخشبها الأملس ذي اللون المحمرّ، كما أنّ أوراقها بيضية الشكل وطولها حوالي 5 سم، أما الثمار فهي تميل إلى اللون الأحمر القرمزي، وسطح الثمار خشن. وتحتوي أوراق نبات القيقب على مادة جليكوسيد أربوتين الذي يمنح البشرة النضارة، ويساعد على شد البشرة والتخلص من البقع السوداء، كما أنّ الثمار غنية بالعديد من المواد المفيدة للجسم ومنها المواد المضادة للأكسدة، وفيتامين سي.
يعتبر شراب القيقب صحيًا لأنّه يحتوي على سعرات حرارية كثيرة وسكاكر مثل الفركتوز وعلى العديد من المواد المفيدة للجسم. هو مصدر ممتاز للعديد من المعادن منها الحديد والزنك والمنغنيز.
جمع شراب القيقب واستخدم لأول مرة من قبل سكان أمريكا الشمالية الأصليين. تبنى المستوطنون الأوروبيون الممارسة وحسنوا أساليب الإنتاج تدريجياً.

## استخراج وتصنيع شراب القيقب
يقوم جامعو الشراب باتباع إحدى وسيلتين لجمع السَّائل من الأشجار. في الوسيلة القديمة كان الجامع يقوم بحفر فتحة أو فتحتين في الشَّجرة، ويدخل أنبوبة معدنية في كل فتحة. وعندئذ يتدفَّق السَّائل داخل الأنبوبة ليصبُّ في الوعاء المعلق بالأنبوبة، ويأخذ الجامع هذه الأوعية.
أمَّا في الوسائل الأكثر حداثة، فيقوم المنتج بإدخال أنابيب معدنية في فتحات تحفر بالأشجار، فيتدفَّق السائل من خلال هذه الأنابيب التي تكون موصولة بالأوعية، والتي بدورها تكون موصلة بشبكة من الأنابيب التي تحمل السَّائل إلى وعاء مركزي.
بعد أن يتم جمع سائل القيقب يعامل للحصول على شراب القيقب من خلال غليه في وعاء عميق حتى يتم التخلص من معظم الماء الموجود فيه للحصول على الشراب بالطعم والقوام المطلوبين، وإذا تم الاستمرار في تبخير الماء سينتج في النهاية مادة سكر القيقب.

## فوائد شراب القيقب
لهذا الشراب فوائد عديدة من أبرزها:
- يحتوي شراب القيقب على موادّ مضادّة للأكسدة أبرزها مركبات البوليفينول؛ ممّا يجعله مفيداً في حماية الشرايين من التصلّب.
- يحافظ على صحة القلب وسلامته لاحتوائه على معادن مهمّة كالزنك والمنغنيز.
- يساعد على رفع مناعة الجسم وتقويتها.
- يحمي الجسم من خطر الإصابة بأمراض السكري والسرطان.
- يستخدم في الأكل كبديل للسكر وخاصّةً في المخبوزات.
- يساعد في خفض السعرات الحراريّ؛ لأنّه يعمل كمحلّي طبيعيّ بديل للسكر الصناعي، لذا فهو مفيد في تخفيف الوزن ويمكن إدخاله في الأنظمة الغذائية الخاصة بالرجيم حيث أثبتت الدراسات أنّه أفضل أنواع المحليات كالسكر الأبيض، والأسمر، والعسل، وأقلّها سعرات.
- تناول كوب واحد من شراب القيقب في يوميّاً يوفّر 18% من حاجة الجسم لعنصر الزنك.
- يزيد طاقة الجسم وينشّط عمل الدماغ والأعصاب.
- يوفّر للجسم ما نسبته 37% من فيتامين ب وهو الفيتامين المسؤول عن عملية التمثيل الغذائيّ.
- يحمي الجسم من الإصابة بالسكتة الدماغية وارتفاع ضغط الدم، حيث إنّه يحتوي على مجموعة من المعادن المهمّة كالبوتاسيوم، والمغنيسيوم، والكالسيوم.
- يقاوم علامات تقدّم السن كالشيخوخة والتجاعيد، ويحافظ على صحّة وسلامة الجلد ويغذّيه وخاصّةً إذا تمّ خلطه مع الحليب والشوفان وتمّ استخدامه كماسك للمناطق المتشقّقة والتالفة من البشرة.
- يعالج بعض مشاكل الجهاز الهضمي كمشاكل الانتفاخ والغازات.
- يعتبر شراب القيقب مضادّاً للالتهاب لذا فهو يساعد في علاج بعض الأمراض الخطيرة كهشاشة العظام والزهايمر.

يتميز شراب القيقب بأنه منخفض نسبة الفركتوز بالمقارنة مع العديد من المحليات الشعبية مثل شراب الذرة المرتفع تركيز الفركتوز، ومن المعروف أن الفركتوز له تأثيرات ضارة مثل ارتفاع حمض البوليك والتأثير على مستوى الإنسولين والسكر في الدم.
فوائد شراب القيقب في التنحيف
- يعتبر شراب القيقب من المشروبات المساعدة على التخلّص من الوزن الزائد كونه يوفّر الغذاء الطبيعي والصحي من دون الحصول على سعرات حرارية عالية يمكن أن تؤثر على الوزن، وبالتالي لا يعاني الشخص من ارتفاع معدّل السعرات في الجسم.
- أيضاً من أبرز فوائد شراب القيقب للرجيم أنه يساهم في تحسين عملية الأيض، ما يساعد على تحسين معدّل حرق الدهون في الجسم، ويمنع تراكمها في العديد من الأماكن في الجسم، ما يتيح لك فرصة التخلّص من الوزن الزائد.
- كما أن من أبرز الفوائد التي يوفّرها شراب القيقب على هذا الصعيد أنه يزيد من قدرة الجسم على هضم الطعام بطريقة مناسبة وصحيحة، ما يعتبر مفيداً جداً على صعيد التخلّص من الوزن الزائد.

- هذا بالإضافة إلى أن شراب القيقب يساهم في التخفيف من الغازات التي تتراكم في المعدة وتسبب النفخة ما يزيد الوزن، وبالتالي شراب القيقب ينظّف الأمعاء ويحسّن عملية الهضم ويقوّي الجهاز الهضمي.

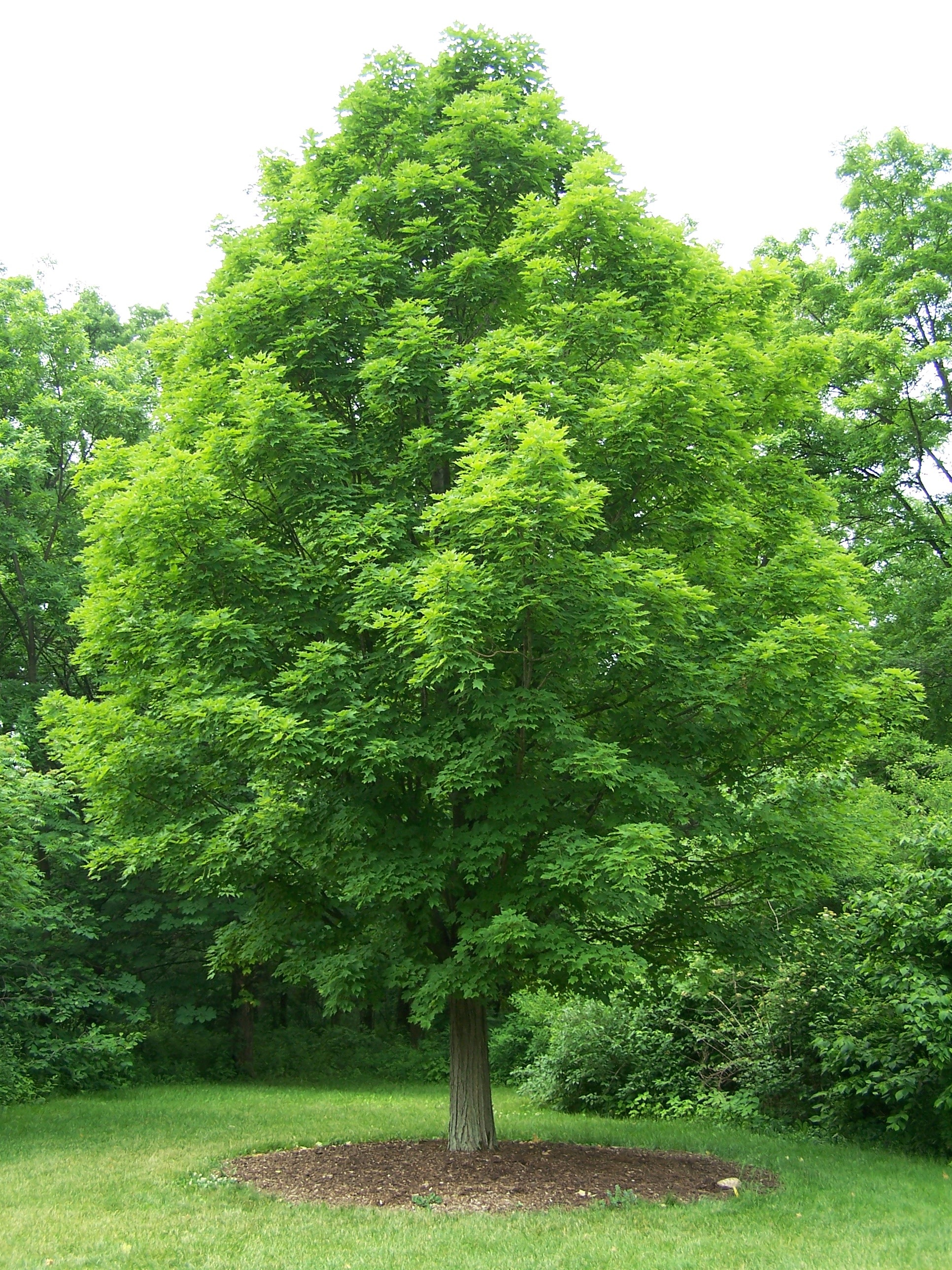
شجرة القيقب

## شراب القيقب في الطب
قدم اتحاد منتجي شراب القيقب "CDAQ" تقريراً عن اكتشافين علميين جديدين يبين فيها أن عصير القيقب الكندي يمكن أن تكون جيد بالنسبة للإنسان من الناحية الطبية. هذه الدراسات بناء على النتائج الأخيرة على القيمة الغذائية لمنتجات القيقب، والتي كشفت كل من الخصائص المضادة للأكسدة من شراب القيقب، فضلا عن اكتشاف كميات كبيرة من حمض الأبسيسيك. الأبسيسيك هو حمض نباتي معروف لتحفيز إطلاق الإنسولين عن طريق خلايا البنكرياس وزيادة حساسية الخلايا الدهنية للإنسولين، مما يجعله سلاحا فعالا ضد المتلازمة الأيضية ومرض السكري.

أول هذه الاكتشافات الجديدة يأتي من عمل الباحثة الأمريكية الشهيرة نافيندرا سيرام من جامعة رود أيلاند. وقد وجدت 13 مركباً مضاداً للأكسدة التي لم تكن معروفة أنها موجودة في الشراب حتى الآن. وقد وثقت التقارير المنشورة على خصائص مضادة للسرطان ومضادة للجراثيم ومضادات السكري. وقدمت الدكتورة سيرام استنتاجاتها على شراب القيقب الكندي في الاجتماع السنوي لرابطة الدول الكاريبية في سان فرانسيسكو.

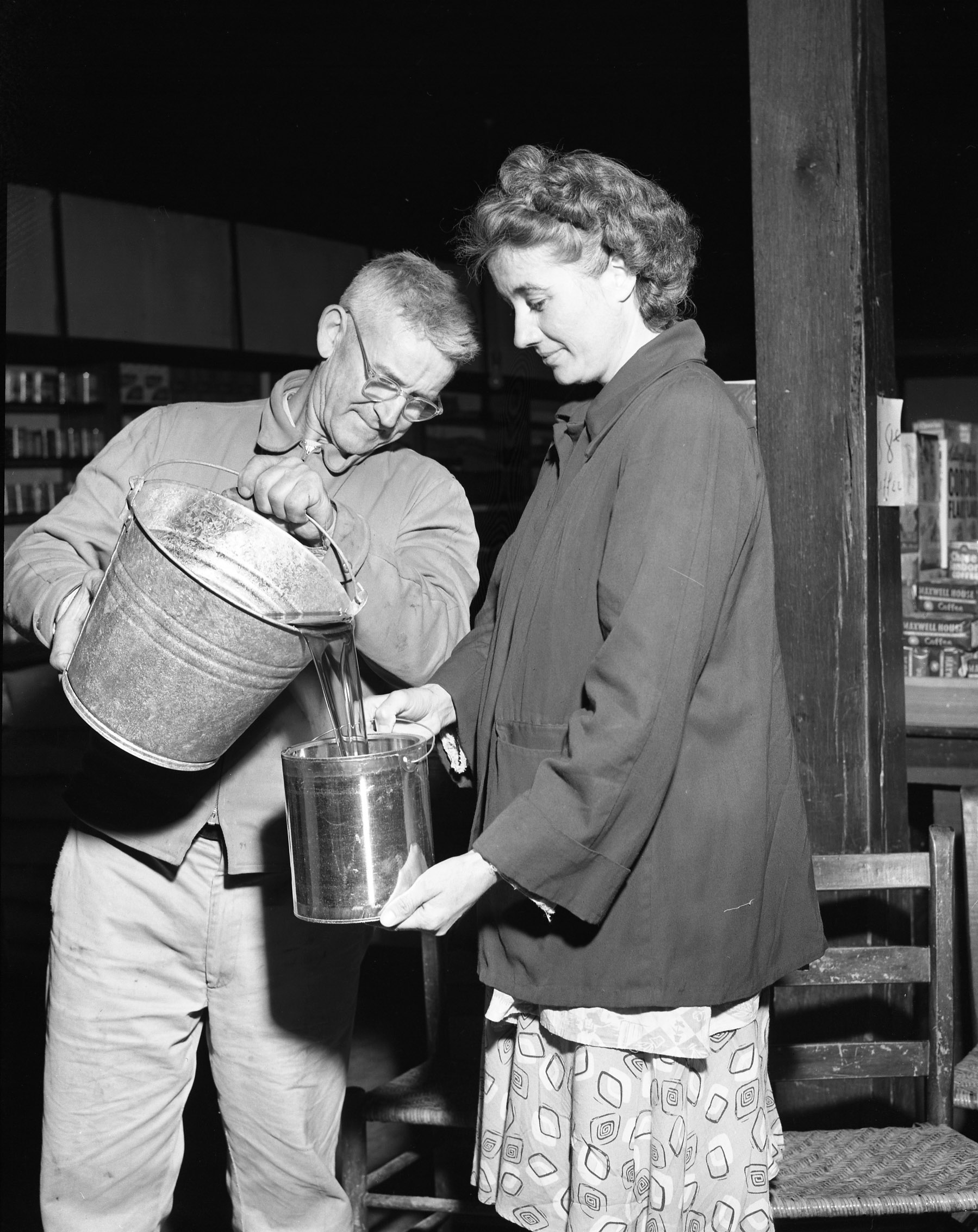
صب شراب القيقب

الاكتشاف الجديد الثاني يأتي من نتائج في مقالة «نشاط مضاد للأكسدة، وتثبيط إفراط أكسيد النيتريك، وتأثير شراب القيقب وشراب قصب السكر من إيسر» التي نُشرت في الطبعة الأخيرة من مجلة الأغذية الطبية. نماذج تشير إلى أن خلية شراب القيقب يمكن أن تبطئ كثيراً من نمو الخلايا السرطانية في البروستاتا والرئتين وإلى حد أقل في القولون والثدي والمخ. بالإضافة إلى ذلك، يبدو أنها تفعل ذلك على نحو أكثر فعالية من العنب والطماطم والقرنبيط والجزر. هذه النتائج تمثل علامة فارقة في مجال البحوث على شراب القيقب لأنها تمثل أول إشارة إلى أن المركبات الموجودة في شراب القيقب مثل هذه المركبات المضادة للأكسدة التي عثرت عليها الدكتورة سيرام يمكن أن يكون لها فوائد فسيولوجية حقيقية لصحتنا. هذه النتائج حاسمة الدعوة لإجراء مزيد من البحوث على منتجات القيقب.
يتم تمويل تلك الأبحاث بواسطة CDAQ للزراعة والأغذية في كندا. كما تم في دراسة برامج لدعم كندا تهدف إلى تشجيع التعاون بين القطاعين الزراعي والصناعي والحكومة والجامعات بحيث يتم تحديد فرص جديدة للابتكار الاستراتيجي بسرعة أكبر.
وفقا لماري بريتون، اختصاصي التغذية، ومؤلف كتاب «القيقب من المنتجات المحلية البسيطة» قال إن شراب القيقب يوجد به الكثير من الفيتامينات والمعادن ومضادات الأكسدة ومركبات مفيدة أخرى، فإنها يمكن أن يكون جزءاً من نظام غذائي صحي، وخصوصا كبديل للسكر، السكر البني والعسل وشراب الذرة، ويمكن إضافة عصير القيقب أو السكر إلى الطبخ وهو يساعد حقاً في أن يكون بديلاً لبعض المأكولات مثل الفواكه والخضروات والأسماك. وأتبع قائلاً: شراب القيقب هو أكثر من مجرد شراب، بل هو منتج يمكن أن تفخر به، ويشكل جزءاً من ثقافة الناس هنا. وهو شراب فريد من نوعه، يتم تصديره إلى أكثر من 49 بلدا حول العالم.
بينت أبحاث عديدة لشراب هذا النبات عن احتوائه على 54 مركب مضاد للأكسدة تساعد في تأخير ومنع العديد من الأمراض الناتجة عن الجذور الحرة كالسرطانات.
أما فيما يخص مرض السكري  فقد بينت إحدى الدراسات التي نشرت في journal of clinical أن شراب القيقب يحوي فينولات متعددة كحمض الأبسيسيك الذي يعتقد أنه يحفّز إفراز الإنسولين من خلايا البنكرياس، وبنفس الطريقة يزيد حساسية الخلايا الدهنية للأنسولين مما جعل هذا الشراب مفيد للذين يعانون من مرض السكري.
توجه الباحثون في جامعة ماكنجل في مونتريال بكندا لإيجاد حل لواحدة من أهم المشكلات الطبية تلك الناتجة عن تشكيل الجراثيم لسلالات مقاومة للمضادات الحيوية من خلال الاستخدام المفرط والعشوائي لهذه المضادات. فكان الهدف من خلال هذه الأبحاث الحصول على فائدة للحد من استخدام المضادات الحيوية وبالتالي بطء معدل تشكيل سلالات جرثومية مقاومة. بينت هذه الدراسة أن شراب القيقب يحتوي على مركبات فينولية والتي تملك أهمية كبيرة لخصائصها المطهرة والمضادة للأكسدة، وهذه المركبات تلعب دوراً هاماً في نمو وتطور النباتات عن طريق المساعدة في الدفاع عن نفسها ضد الذيفانات. من خلال هذه الأبحاث قام العلماء بتحضير خلاصة غنية بالمركبات الفينولية لشراب القيقب عن طريق سلسلة من الاجراءات والتفاعلات، ثم بعد ذلك طبقوا هذه الخلاصة على عدد من الجراثيم المسببة للانتانات كالإيشيرشيا الكولونية، والجراثيم المسببة لانتانات السبيل البولي. فكانت النتيجة أن الخلاصة بمفردها أعطت فعالية متوسطة ضد هذه الجراثيم، لكن عندما شوركت هذه الخلاصة مع المضادات الحيوية أعطت فعالية أكبر ضد هذه الجراثيم. قال العلماء إن خلاصة شراب القيقب أثّرت على الجراثيم بعدد من الطرق جعلتها أكثر حساسية للمضادات الحيوية نذكر منها: –
أولاً: جعلت الغشاء الخلوي للجراثيم أكثر مسامية مما أدى لتسهيل دخول المضادات الحيوية لداخل الخلية الجرثومية والقضاء عليها.
ثانياً: أدت الخلاصة لتعطيل المضخة الموجودة في الجراثيم والمسئولة عن إخراج ودفع المضادات الحيوية خارج الخلية الجرثومية.
ثالثاً: أضعفت الخلاصة الجراثيم عن طريق تقليل التعبير الجيني المرتبط للسلالات الجرثومية المقاومة للمضادات الحيوية .
كانت هذه التجربة الأولى لإثبات فائدة هذا الشراب لكنها طبقت على سلالات جرثومية في المختبر وتحتاج جهد أكبر وعمل مكثف لإثباتها عند البشر مستقبلاً.

## كيفية تحضير شراب القيقب
المكوّنات:
- كوبان من السكر الأبيض.
- كوب من الماء المغلي."كوخ السكر" حيث يتم سلق الغليان.
- نصف ملعقة من صلصة القيقب.

طريقة التحضير:

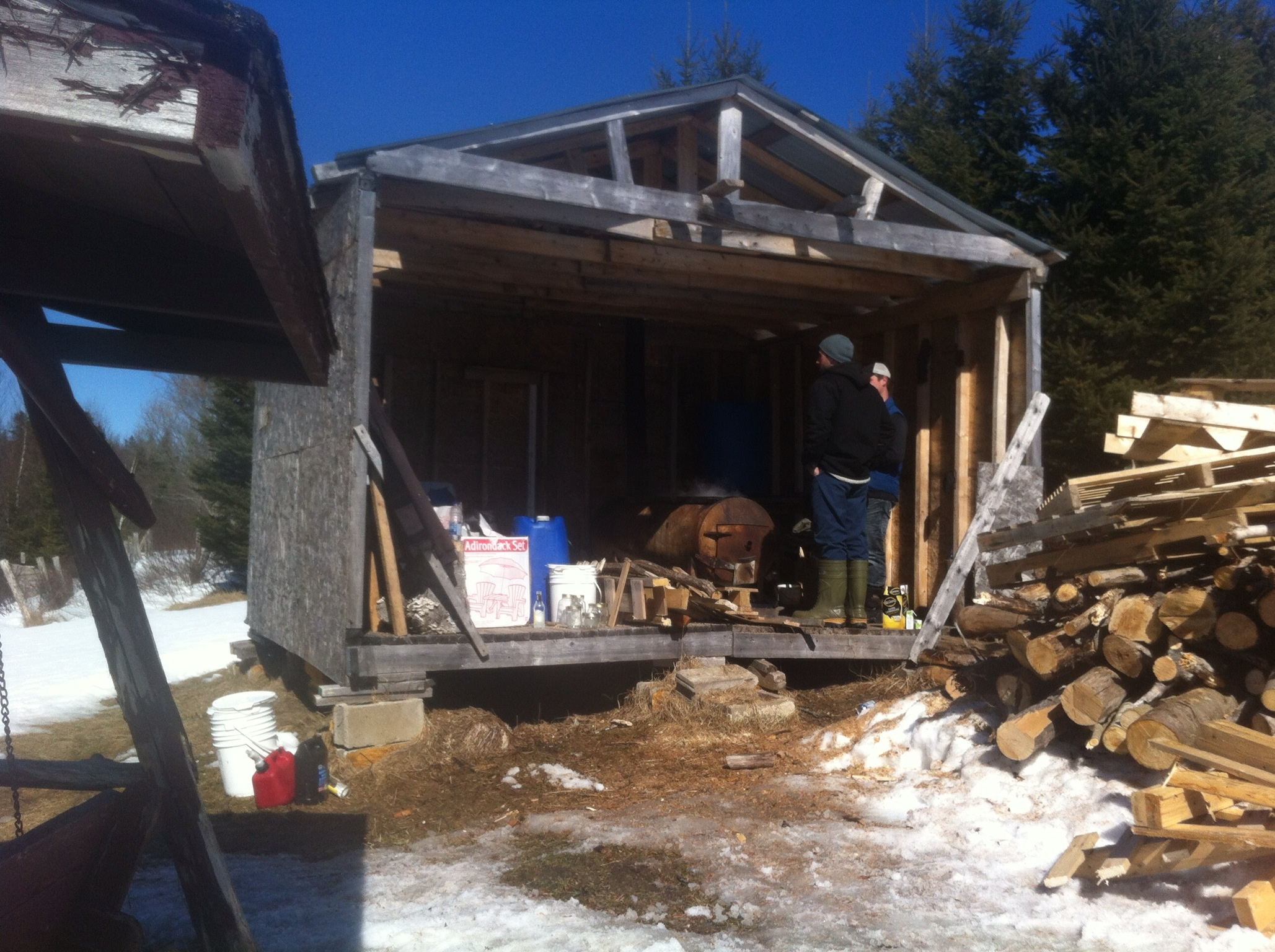
"كوخ السكر" حيث يتم سلق الغليان.

اجلب قِدراً ثمّ أضف به الماء والسكر. ضع القِدر عن النار وحرّك بشكل مستمر إلى أن يذوب السكر. أضف صلصة القيقب إلى المزيج وحرّكه جيداً. يقدم شراب القيقب وهو ساخن.
شراب القيقب بالسكر البني
المكوّنات:
- كوب من كلٍ من: السكر الأبيض والسكر البني والماء.
- ملعقة كبيرة ونصف من صلصة القيقب.

طريقة التحضير:
ضع السكر البني والأبيض في قِدر متوسط، ثمّ أضف كوباً من الماء. اترك المزيج يغلي على نار متوسطة، مع التحريك بشكل مستمر. اترك المزيج يغلي لمدّة ثلاث دقائق. أزل القِدر عن النار ثمّ أضف ملعقة كبيرة ونصف من صلصة القيقب. يقدّم عصير القيقب وهو دافئ.

### بديل لشراب القيقب
1. العسل
يمكن أن يكون بديلاً مباشراً لشراب القيقب في شروط الاتساق والحلاوة. كما أن العسل أقل كلفة من القيقب.
2. السكر والسكر البني
يمكن أن يكون هذان النوعان بديلاً لشراب القيقب، لكن أقل حلاوة منه، لذلك عند استبداله بالسكر يتطلب الأمر إضافة 1/3 كوب من السكر، أي مقابل كل 1 كوب من شراب القيقب نستخدم 1 و1/3 كوب من السكر ليجاري حلاوة القيقب في الوصفة.
في حال كان شراب القيقب سائلاً، وأردنا استبداله بالسكر، سنحتاج إلى زيادة المكونات الرطبة بحوالي 3 ملعقة كبيرة مقابل كل كوب من السكر.

## أهمية ثقافية

الشعار على علم كندا هو من ورقة القيقب.

تعتبر منتجات القيقب رمزًا لكندا، ولا سيما كيبيك، ويتم بيعها في كثير من الأحيان في المتاجر السياحية والمطارات كتذكارات من كندا. لقد أصبحت ورقة نبات القيقب رمزاً لكندا، وهي موضحة على علم البلاد. العديد من الولايات الأمريكية، بما في ذلك فيرجينيا الغربية ونيويورك وفيرمونت وويسكونسن لديهم ورقة القيقب كرمز. تم تصوير مشهد من مجموعة النسغ على ربع ولاية فيرمونت، صدر في عام 2001.
تم استخدام شراب القيقب وسكر القيقب خلال الحرب الأهلية الأمريكية ومن قبل الذين ألغوا عقوبة الإعدام في السنوات التي سبقت الحرب لأن معظم قصب السكر والعسل الأسود أنتجهما العبيد الجنوبيين. وبسبب تقنين الطعام خلال الحرب العالمية الثانية، تم تشجيع الناس في شمال شرق الولايات المتحدة على توسيع حصصهم الغذائية عن طريق تحلية الأطعمة بشراب القيقب وسكر القيقب، وطبعت كتب لمساعدة ربات البيوت على صُنع هذا البديل.

## وصلات خارجية
- Historica’s Heritage Minute video docudrama about “Maple Syrup.” (أدوبي فلاش بلاير.)
- الطعم والقيمة الغذائية:
  - المعلومات الغذائية